# 3-й Вишневий провулок (Житомир)
3-й Вишневий провулок — провулок в Богунському районі міста Житомира.

## Характеристики
Розташований на Мальованці. Бере початок з 1-го Вишневого провулка. Завершується перехрестям із вулицею Симона Петлюри.

## Історія
Виник та отримав назву у 1959 році. До кінця 1960-х років провулок та його забудова сформувалися.